# Batrachospermaceae
Famille
Les Batrachospermaceae sont une famille d’algues rouges de l’ordre des Batrachospermales, vivant en eaux douces.

## Étymologie
Le nom provient du genre type Batrachospermum, construit à partir du préfixe batrach-, grenouille (grec βατρακοσ / batrakos), et du suffixe -sperm, « semence ; graine » (grec σπερμ / sperm) ; littéralement « semence de grenouille » ; en effet, selon Charles d'Orbigny : « l'espèce la plus commune... B. moniliforme est remarquable par sa consistance gélatineuse et les paquets globuleux de ses ramules qui se trouvant espacés assez également sur les filaments principaux lui donnent quelque ressemblance avec le frai de Grenouille ainsi que l'exprime l'étymologie du nom de ce genre ».

## Liste des genres
Selon BioLib (25 décembre 2021) :
- Atrophycus Necchi & Rossignolo
- Balliopsis G.W.Saunders & Necchi
- Batrachospermum Roth
- Charospermum Link
- Kumanoa Entwisle, M.L.Vis, W.B.Chiasson, Necchi & A.R.Sherwood
- Lympha J.R.Evans, I.S.Chapuis & M.L.Vis
- Nocturama Entwisle & M.L.Vis
- Nothocladus Skuja
- Petrohua G.W.Saunders
- Pseudochantransia K. E. Lee & H. C. Bold
- Psilosiphon Entwisle
- Sheathia Salomaki & M.L.Vis
- Sirodotia Kylin
- Torularia Bonnemaison
- Tuomeya Harvey
- Volatus I.S.Chapuis & M.L.Vis
- Wattsia Skuja ex T.J.Entwisle & H.J.Foard

Selon ITIS (25 décembre 2021) :
- Batrachospermum A. W. Roth, 1797
- Pseudochantransia K. E. Lee & H. C. Bold, 1973
- Sirodotia

Selon NCBI (25 décembre 2021) :
- Acarposporophycos
- Ahidranoa
- Batrachospermum Roth, 1797
- Chantransia
- Kumanoa
- Lympha Evans, Chapuis & Vis 2017
- Montagnia Necchi, Vis & Garcia, 2019
- Nocturama Entwisle & M.L. Vis 2016
- Nothocladus (Skuja)
- Paludicola Necchi & Vis, 2020
- Petrohua
- Setacea (De Toni) Necchi & Rossignolo 2016
- Sheathia Salomaki & M.L. Vis 2014
- Sirodotia Kylin, 1912
- Torularia O.E.Schulz
- Tuomeya
- Virescentia
- Visia
- Volatus Chapuis & Vis, 2017

Selon Tropicos (25 décembre 2021) (Attention liste brute contenant possiblement des synonymes) :
- Batrachospermum Roth
- Psilosiphon Entwisle
- Tuomeya Harv.

Selon World Register of Marine Species (25 décembre 2021) :
- Acarposporophycos O.Necchi, 2019
- Atrophycus Necchi & Rossignolo, 2017
- Balliopsis G.W.Saunders & Necchi, 2002
- Batrachospermum Roth, 1797
- Kumanoa Entwisle, M.L.Vis, W.B.Chiasson, Necchi & A.R.Sherwood, 2009
- Lympha J.R.Evans, I.S.Chapuis & M.L.Vis, 2017
- Nocturama Entwisle & M.L.Vis, 2016
- Nothocladus Skuja, 1934
- Petrohua G.W.Saunders, 2007
- Sheathia Salomaki & M.L.Vis, 2014
- Sirodotia Kylin, 1912
- Torularia Bonnemaison, 1828
- Tuomeya Harvey, 1858
- Virescentia (Sirodot) Necchi, D.C.Agostinho & M.L.Vis, 2018
- Visia O.Necchi, 2019
- Volatus I.S.Chapuis & M.L.Vis, 2017